# Oncaea zernovi
Oncaea zernovi är en kräftdjursart som beskrevs av Shmeleva 1966. Oncaea zernovi ingår i släktet Oncaea och familjen Oncaeidae. Inga underarter finns listade i Catalogue of Life.